# Freudscher Versprecher
Ein Freudscher Versprecher (nach Sigmund Freud), auch Freudsche Fehlleistung oder lateinisch Lapsus Linguae genannt, ist eine sprachliche Fehlleistung, bei der angeblich ein eigentlicher Gedanke oder eine Intention des Sprechers unwillkürlich zutage tritt.

## Allgemeine Beschreibung
Bei der Bewertung eines scheinbar sinnvollen Versprechers als einer Freud’schen Fehlleistung wird davon ausgegangen, dass in der Bedeutungsabweichung, die durch einen Versprecher entsteht, eine unbewusste Aussage zum Vorschein kommt. Es wird also nicht angenommen, dass solchen Versprechern eine einfache, (neuro-)physiologische oder auch assoziative Beeinflussung der Sprachproduktion zugrunde liegt, sondern behauptet, dass es vor allem eine psychische Ursache dafür gibt. Bei den Freudschen Fehlleistungen würde somit anstelle des eigentlich Gemeinten etwas gesagt werden, das dem Gedachten ggf. sogar besser entspräche und in diesem Sinne interpretiert werden könnte.
Die Existenz eines solchen Phänomens wurde durch Freud (1900, 1904) in Zur Psychopathologie des Alltagslebens behauptet. Seit dem allgemeinen Bekanntwerden der auf Freuds Befunde gestützten Theorie der Fehlleistungen hat jemand, dem ein solcher Versprecher unterläuft, einen schlechten Stand, seinem Publikum nachzuweisen, dass es sich gar nicht um einen Lapsus der Freudschen Art handelt, wohingegen vor Freuds Zeit solch ein Versprecher lediglich ein Anlass zur Heiterkeit gewesen wäre, oder eventuell begleitet von völligem Unverständnis, auch empörtem Getuschel.
Ein Beispiel, das Freud aus dem Werk Versprechen und Verlesen: eine psychologisch-linguistische Studie (1895) des österreichischen Sprachwissenschaftlers Rudolf Meringer übernahm, sei hier berichtet:

„Ein Mann erzählt von irgendwelchen Vorgängen, die er beanstandet, und setzt fort: Dann aber sind Tatsachen zum ‚Vorschwein‘ gekommen. ([…] Auf Anfrage bestätigt er, dass er diese Vorgänge als ‚Schweinereien‘ bezeichnen wollte.) ‚Vorschein und Schweinerei‘ haben zusammen das sonderbare ‚Vorschwein‘ entstehen lassen.“

Diese Bewertung hatte also nicht verbalisiert werden sollen, hatte sich aber Bahn verschafft, indem sie sich in die aktuelle Äußerung als (Freudscher) Versprecher einschob. Aufgrund spezifischer Motivation kann man erst dann, nämlich bei solchen, einen Nebengedanken unterdrückenden Maßnahmen, von einer eigentlichen „Fehl“-Leistung sprechen.

## Begründungen der Theorie
Freudsche Versprecher sind solche, bei denen eine psychische Motivation angenommen wird, ein „Sinn“, wie es bei Freud heißt, um eine Abgrenzung gegen die Urteile „Zufall“ oder „physiologischer Hintergrund“ als Ursache solcher (Fehl- oder richtigen) Leistungen vorzunehmen. An dieser Bestimmung wird zugleich die Bandbreite des Problemfeldes deutlich: Einerseits handelt es sich um ein Phänomen. Das heißt: Es ist für den Sprecher mindestens potentiell erkennbar, dass seinen Zuhörern etwas zu Ohren kam, was so nicht bewusst beabsichtigt gewesen war; in einer empirischen Untersuchung wurde allerdings festgestellt, dass ein Großteil der in natürlichen Gesprächssituationen vorkommenden Versprecher unbemerkt bleibt, auch wenn trainierte Personen aufgefordert werden, solche festzuhalten. Andererseits handelt es sich bei Freuds Aussage, es stecke allgemein ein „Sinn“ hinter allen sog. „Freudschen Fehlleistungen“, um die wissenschaftliche Interpretation eines Phänomens: Unter der Prämisse, dass der Versprecher einen unbewussten oder vorbewussten Beweggrund zur Ursache habe – einen erkennbaren Sinn oder eine Struktur – besteht die erste Aufgabe darin, zu untersuchen, welcher Beweggrund als der wahrscheinlichste angenommen werden kann.

## Akzeptanz und wissenschaftliche Abgrenzung
Gegenüber dieser Vorgehensweise spaltet sich das wissenschaftliche Lager in mindestens drei Teile auf:
- Die einen halten die Frage der Motivierung überhaupt für verfehlt und falsch und wollen nur Untersuchungen zulassen, die sich aus der Sicht der rein physiologischen Prozesse mit der Sprachproduktion und den deren Ablauf störenden Versprechern befassen. Für dieses Lager sind Versprecher wertvolle Fenster, die Einblicke u. a. in die neurologisch gesteuerte Sprachproduktion gestatten.
- Michael Motley wäre dagegen ein Vertreter des anderen Lagers, der in der Psycholinguistik die Motivierung von Versprechern experimentell nachzuweisen versucht. Motley konnte, indem er bei einem Schnelllesen-Experiment als Kontext sexuell oder neutral geprägte Situationen anbot, zeigen, dass die Frequenz der Freud’schen Versprecher bei sexuellen Kontext-Situationen im Vergleich zu neutralen zunimmt. Damit bestätigte er experimentell die Freudsche Theorie,
- und Dilger/Bredenkamp kombinieren beide Ansätze.

Neurolinguistischen Untersuchungen zufolge existieren organisch bedingte oder zufällig auftretende Störungen des ordentlichen Sprachablaufs. Grund können beispielsweise Zerstörungen oder Fehlbildungen von Arealen des Sprachzentrums im Gehirn sein. Daher ist es nicht sinnvoll, hinter jeder Art von Versprechern eine Freudsche Fehlleistung zu vermuten.
Die Versprecherforschung im Rahmen der kognitiven Linguistik untersucht den Zusammenhang zwischen sprachlichen Strukturen und auftretenden Versprechertypen. Die hierbei gefundenen Erklärungen für unterschiedliche Arten von Versprechern machen in vielen Fällen die Annahme einer psychischen Ursache im Sinne der Freudschen Theorien überflüssig (siehe Linguistische Versprecher-Theorien).
Insbesondere aber ist die Frage der Motivierung bei lexikalischen Versprechern nicht unangebracht. Je nachdem, welche Auffassung man von den psychischen Vorgängen und der „Topologie des psychischen Apparates“ hat, wird man dem Unbewussten mehr oder weniger Wirkungskraft zuschreiben.

## Beispiele
- Freud führt in der Psychopathologie des Alltagslebens an: Der Abgeordnete Lattmann von der antisemitischen Deutschsozialen Partei trat 1908 im Reichstag für eine Ergebenheitsadresse an Wilhelm II. ein, und wenn man das tue, „[…] so wollen wir das auch rückgratlos tun.“ Nach, laut Sitzungsprotokoll, minutenlanger stürmischer Heiterkeit erklärte der Redner, er habe natürlich rückhaltlos gemeint.

- Otto Rank führt im Zentralblatt für Psychoanalyse eine Stelle aus Shakespeares Der Kaufmann von Venedig an: Porzia ist es eigentlich durch ein Gelübde verboten, Bassanio ihre Liebe zu gestehen, sagt aber „Halb bin ich Euer, die andre Hälfte Euer – mein wollt ich sagen.“

- Bundeskanzler Helmut Kohl (CDU) sagte im März 1989 im Deutschen Bundestag: „Der Kollege Lambsdorff hat eben gerade gesagt, daß selbstverständlich die FDP bei einem guten Koalitionsklima, wie wir es haben, wenn wir pfleglich miteinander untergehen“ – dann ein Stocken und weiter – „miteinander umgehen, entsprechend bereit ist zu sagen, laß uns hier zusammenwirken“. Fraktionschef Alfred Dregger (CDU) lächelte.[6]

- Gefragt, ob er Differenzen mit dem damaligen bayerischen Ministerpräsidenten Franz Josef Strauß habe, antwortete in einem Live-Interview des Bayerischen Rundfunks der Münchener Ex-Oberbürgermeister Erich Kiesl wörtlich so: „Nein, wir haben keine Differenzen, wenn wir zusammenkommen, ist es so: Er sagt seine Meinung, und ich sage seine Meinung [...]“.[7]